# Stearman Aircraft Corporation

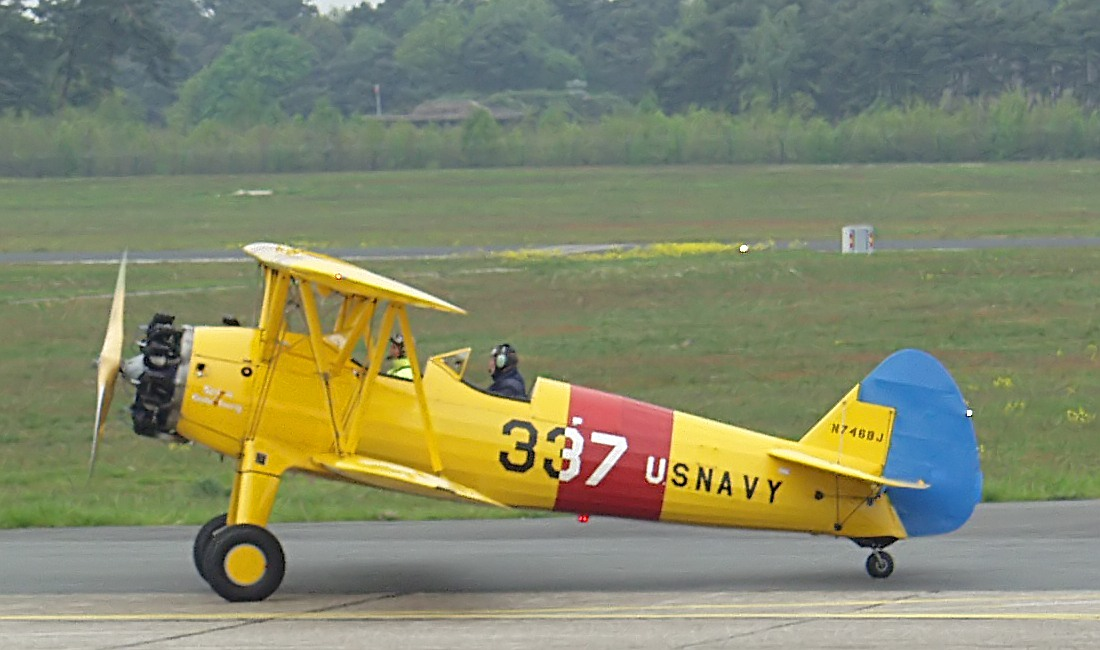
Boeing Stearman PT-17

Die Stearman Aircraft Corporation war ein US-amerikanischer Flugzeughersteller.
Das Unternehmen wurde im Oktober 1926 von Lloyd Stearman in Venice (Kalifornien) gegründet und siedelte im September 1927 nach Wichita (Kansas) um. Zwei Jahre später verkaufte er die Firma an die United Aircraft and Transport Corporation. Im September 1934 wurde United gezwungen, die Geschäftsbereiche Fluggesellschaft (United Airlines) und Flugzeugherstellung zu trennen. Zu dieser Zeit wurde Boeing erneut selbständig und Stearman wurde eine Tochtergesellschaft von Boeing und 1939 deren Wichita Division.
Stearman beendete offiziell die Geschäftstätigkeit unter der Marke, aber genau zu dieser Zeit entwickelten die Stearman-Werke ihr erfolgreichstes Modell, die Stearman 75 (siehe Boeing-Stearman PT-17), welches während des Zweiten Weltkriegs das wichtigste Trainingsflugzeug der US-Streitkräfte war. Dieses Flugzeug wurde und wird immer noch Stearman oder Boeing Stearman genannt, obwohl Stearman viele andere Flugzeuge entwickelte.